# Сан Мартин (вулкан)
Вижте пояснителната страница за други значения на Сан Мартин.
Сан Мартин е потенциален щитовиден вулкан в Мексико, разположен на полуостров Юкатан.
Сложен, многослоен щитовиден вулкан c калдера на върха. Съставен от базалт и игнимбрит с пясъчни съставки. Последното изригване е регистрирано през 1796 г. от лавовия купол в края на калдерата. В днешно време се наблюдава фумаролна активност в централния кратер.